# Шилер Парк (Илиноис)
Шилер Парк (енгл. Schiller Park) град је у америчкој савезној држави Илиноис.

## Демографија
По попису из 2010. године број становника је 11.793, што је 57 (-0,5%) становника мање него 2000. године.
| Група             | 2000.         | 2010.         |
| Белци             | 8.169 (68,9%) | 7.935 (67,3%) |
| Афроамериканци    | 235 (2,0%)    | 220 (1,9%)    |
| Азијати           | 609 (5,1%)    | 698 (5,9%)    |
| Хиспаноамериканци | 2.598 (21,9%) | 2.843 (24,1%) |
| Укупно            | 11.850        | 11.793        |